# Німрод (Міннесота)
Німрод (англ. Nimrod) — місто (англ. city) в США, в окрузі Водена штату Міннесота. Населення — 84 особи (2020).

## Географія
Німрод розташований за координатами 46°38′7″ пн. ш. 94°52′50″ зх. д. / 46.63528° пн. ш. 94.88056° зх. д. (46.635159, -94.880613).  За даними Бюро перепису населення США в 2010 році місто мало площу 2,52 км², з яких 2,39 км² — суходіл та 0,13 км² — водойми.

## Демографія
Згідно з переписом 2010 року, у місті мешкало 69 осіб у 34 домогосподарствах у складі 19 родин. Густота населення становила 27 осіб/км².  Було 49 помешкань (19/км²).
Расовий склад населення:
| - 100,0 % — білих |

До двох чи більше рас належало 0,0 %. Частка іспаномовних становила 0,0 % від усіх жителів.
За віковим діапазоном населення розподілялося таким чином: 15,9 % — особи молодші 18 років, 59,5 % — особи у віці 18—64 років, 24,6 % — особи у віці 65 років та старші. Медіана віку мешканця становила 51,8 року. На 100 осіб жіночої статі у місті припадало 64,3 чоловіків;  на 100 жінок у віці від 18 років та старших — 87,1 чоловіків також старших 18 років.
Середній дохід на одне домашнє господарство  становив 41 758 доларів США (медіана — 40 625), а середній дохід на одну сім'ю — 42 515 доларів (медіана — 40 313). За межею бідності перебувало 11,2 % осіб, у тому числі 0,0 % дітей у віці до 18 років та 33,3 % осіб у віці 65 років та старших.
Цивільне працевлаштоване населення становило 31 осіб. Основні галузі зайнятості: освіта, охорона здоров'я та соціальна допомога — 29,0 %, роздрібна торгівля — 19,4 %, транспорт — 16,1 %, виробництво — 12,9 %.